# كلاس كلوي
الكلاس الكلوي، المعروف سابقًا باسم كلاس أولبرايت نسبةً لفولر أولبرايت، مصطلح استُخدم في الأصل لوصف ترسب أملاح الكالسيوم في الكلية بسبب فرط نشاط جارات الدرق. يُستخدم مصطلح التهاب الكلية لوصف ترسب كل من أوكزالات وفوسفات الكالسيوم الذي قد يسبب إصابة حادة في الكلى. خلال مراحله المبكرة، يكون الكلاس الكلوي مرئيًا على الأشعة السينية، ويظهر على شكل بقع حبيبية دقيقة على الخطوط العريضة للكلية. قد يكون شديدًا بما يكفي للتسبب بحدوث الحماض الأنبوبي الكلوي أو حتى قصور الكلية في المرحلة النهائية، بسبب تأذي الأنسجة نتيجة ترسب الكالسيوم.

## العلامات والأعراض
على الرغم من أن هذه الحالة عادةً ما تكون بدون أعراض، لكن في حال وجودها عادةً ما تكون مرتبطة بالمسبب (مثل فرط كالسيوم الدم). بعض الأعراض التي يمكن أن تحدث هي وجود دم في البول، حمى وقشعريرة، غثيان وإقياء، ألم شديد في منطقة البطن، أو في الخاصرة والظهر، أو الخصيتين.
عادة ما يحدث القولنج الكلوي نتيجة وجود حصيات قديمة في الكلية، كما قد يحدث عند المرضى الذين يعانون من فرط كلس البول المزمن.
التبول الليلي، انخفاض قدرة تركيز البول (أي السكري الكاذب الكلوي) يمكن ملاحظته في حالات فرط كلس الدم، والكلاس الكلوي النخاعي لأي سبب كان، أو عند الأطفال الذين يعانون من متلازمة بارتر. هناك العديد من أسباب الإصابة بالكلاس الكلوي والتي عادة ما تكون حادة ولا تظهر إلا عند الفشل الكلوي.

## الأسباب
يرتبط حدوث الكلاس الكلوي بالظروف التي تسبب فرط كلس الدم وفرط فوسفات الدم وزيادة إفراز الكالسيوم والفوسفات أو الأوكزالات في البول. يمكن أن يؤدي الارتفاع في درجة حموضة البول إلى الإصابة بالكلاس الكلوي، ولكن فقط إذا كان مصحوبًا بفرط كلس البول ونقص التبول، إذ أن وجود سترات بول طبيعية عادةً ما يثبط تبلور الكالسيوم. بالتزامن مع الإصابة بالكلاس الكلوي وفرط كلس الدم والبول، يمكن أن يحدث ما يلي:[بحاجة لمصدر]
- فرط نشاط جارات الدرق الأولي: يعد التهاب الكلية أحد الأعراض الأكثر شيوعًا لفرط نشاط جارات الدرق الأولي.[4]
- الساركوئيد: يعد التهاب الكلية من أكثر الأعراض شيوعًا.[5]
- فيتامين د: يمكن أن يتسبب هذا في الإصابة بالكلاس الكلوي بسبب العلاج بفيتامين د لأنه يزيد من امتصاص الكالسيوم وارتشاف العظام، ما يؤدي إلى فرط كالسيوم الدم والبول.[6]

### الكلاس الكلوي النخاعي
- التهاب الكلية النخاعي في التصوير بالأمواج فوق الصوتية.[7]
- الكلى الإسفنجية.[7]
- الحماض الأنبوبي الكلوي القاصي.[7]
- فرط أوكزالات البول.
- النخر الحليمي الكلوي.

وأسباب أخرى لفرط كالسيوم الدم (وبالتالي فرط كالسيوم البول).
- الشلل (يؤدي إلى فرط كالسيوم الدم وفرط كالسيوم البول).
- متلازمة الحليب-القلوي.
- فرط الفيتامين د.[7]
- المايلوما المتعددة.

### فرط كالسيوم البول بدون فرط كالسيوم الدم
يمكن أن تتسبب هذه الحالات في الإصابة بالكلاس الكلوي بالاشتراك مع فرط كالسيوم البول بدون فرط كالسيوم الدم:
- الحماض الأنبوبي الكلوي القاصي.
- الكلى الاسفنجية.
- الكلاس الكلوي عند حديثي الولادة.
- اعتلالات الأنابيب الوراثية المنشأ.
- نقص بوتاسيوم الدم المزمن.
- تلاسيميا بيتا.

## الآلية
يحدث الكلاس الكلوي نتيجة زيادة وجود الكالسيوم أو الفوسفات أو الأوكزالات. يرتبط الكلاس الكلوي ارتباطًا وثيقًا بحصيات الكلية، ويظهر لدى المرضى في كثير من الأحيان كلتا الحالتين، ولكن كانت هناك حالات يحدث فيها أحدهما دون الآخر. تتشكل بلورات أوكزالات الكالسيوم وفوسفات الكالسيوم ثم تُجمع الرواسب ضمن النسيج الخلالي الداخلي في الأغشية القاعديّة في عروة هانلة. يمكن أن تتضخم لويحات فوسفات الكالسيوم وتصل إلى النسيج الخلالي المحيط بها، أو تتمزق ضمن تجويف النبيبات ويمكن أن تعزز تكوين حصيات أوكزالات الكالسيوم.

## التشخيص
يُشخّص غالبًا عن طريق تقنيات التصوير، الأمواج فوق الصوتية، تصوير عادي للبطن والتصوير المقطعي المحوسب. في بعض الحالات، تُجرى خزعة كلوية بدلًا من ذلك إذا كان التصوير غير كافٍ لتأكيد الإصابة بالكلاس الكلوي. بمجرد تأكيد التشخيص، يلزم إجراء اختبارات إضافية للعثور على السبب الأساسي لأن الحالة الأساسية قد تتطلب العلاج بشكل مستقل. تقيس هذه الاختبارات الإضافية الكالسيوم والفوسفات ودرجة حموضة البول. إذا عُثر على سبب أساسي، فيجب إجراء جمع بول لمدة 24 ساعة وقياس الكالسيوم والفوسفات والأكسالات والسيترات والكرياتينين الموجودة في العينة.

### مراحل الكلاس الكلوي
- الكلاس الكلوي الكيميائي أو الجزيئي: يُعرَّف بأنه زيادة قابلة للقياس في تركيز الكالسيوم داخل الخلايا، ومع ذلك، لا يمكن رؤيته عبر الأشعة السينية أو مجهريًا.[6]
- التهاب الكلية المجهري: يحدث عندما تكون الترسبات مرئية بواسطة المجهر الضوئي عن طريق الحصول على عينة من الأنسجة عبر الخزعة. ومع ذلك، لا يمكن رؤية هذه التغيرات في الأشعة السينية.[6]
- الكلاس الكلوي العياني: يمكن رؤية الكلاس من خلال التصوير بالأشعة السينية.[6]

## العلاج
يمكن أن تكون زيادة تناول السوائل بهدف إنتاج كمية بول أكبر من 2 لتر في اليوم مفيدة لجميع المرضى المصابين بالكلاس الكلوي. يمكن للمرضى الذين يعانون من فرط كلس البول تقليل الكلس عن طريق تقييد الوارد من البروتين الحيواني، والحد من تناول الصوديوم. إذا كان تغيير النظام الغذائي وحده لا يؤدي إلى انخفاض مناسب لفرط كلس البول، يمكن إعطاء مدرات البول الثيازيدية للمرضى الذين لا يعانون من فرط كلس الدم. يمكن أن تزيد السيترات من قابلية ذوبان الكلس في البول ويحد من تطور التهاب الكلية. لا تُعطى السيترات للمرضى الذين لديهم درجة حموضة في البول تساوي أو تزيد عن 7.[بحاجة لمصدر]

## تطور المرض
تُشخّص الإصابة بالكلاس الكلوي من خلال معرفة السبب الأساسي. لا تتطور معظم حالات الإصابة بالكلاس الكلوي إلى المرحلة النهائية من المرض، ولكن إذا لم يُعالج يمكن أن يؤدي إلى خلل وظيفي كلوي، وهذا يشمل فرط أوكزالات البول الأولي، والتهاب الكلية بفرط الكالسيوم في الدم. بمجرد العثور على التهاب الكلية، فمن غير المرجح أن الاستجابة على العلاج، ومع ذلك، فقد أُبلغ عن شفاء جزئي عند المرضى الذين عولجوا بنجاح من فرط كالسيوم البول وفرط أوكزالات البول بعد الجراحة المعوية.

## أبحاث جديدة
في نتائج الأبحاث الأخيرة، وجدوا أن هناك استعدادًا وراثيًا عند مرضى التهاب الكلية، لكن العوامل الوراثية ما زالت غير واضحة. يبدو أن هناك العديد من العوامل الوراثية التي تتدخل في عوامل الخطر المختلفة. كان هناك بعض الارتباط الذي يُظهر تعدد الأشكال الجينية المتعلقة بتكوين الحصيات لمستقبلات الكالسيوم ومستقبلات فيتامين د. قد تكون حصيات الكالسيوم المتكررة المرتبطة بالكلية الإسفنجية مرتبطة بطفرة جسمية سائدة لجين لا يزال مجهولًا، ولكن يبدو أن الجينات هي جين GDNF. بالاقتران مع البحث الجيني هناك نظرية أخرى حول كيفية ظهور المرض، وهي ما تُسمى بنظرية الجسيمات الحرة. تقول هذه النظرية أن التركيز المتزايد للكالسيوم على طول أجزاء النيفرون يؤدي إلى تكون ونمو وتجمع البلورات التي قد تنحصر في التجويف الأنبوبي وتبدأ عملية تكوين الحصيات.